# Eragrostis burmanica
Eragrostis burmanica är en gräsart som beskrevs av Norman Loftus Bor. Eragrostis burmanica ingår i släktet kärleksgrässläktet, och familjen gräs. Inga underarter finns listade i Catalogue of Life.